# Cochliobolus neergaardii
Cochliobolus neergaardii är en svampart som beskrevs av Alcorn 1990. Cochliobolus neergaardii ingår i släktet Cochliobolus och familjen Pleosporaceae.   Inga underarter finns listade i Catalogue of Life.